# Gu, Tibet
Gu (kinesiska: 古) är en socken i Kina. Den ligger i den autonoma regionen Tibet, i den sydvästra delen av landet, omkring 420 kilometer öster om regionhuvudstaden Lhasa. Antalet invånare är 1549. Befolkningen består av 771 kvinnor och 778 män. Barn under 15 år utgör 27,0 %, vuxna 15-64 år 68 %, och äldre över 65 år 4,0 %.
Genomsnittlig årsnederbörd är 1 194 millimeter. Den regnigaste månaden är september, med i genomsnitt 210 mm nederbörd, och den torraste är januari, med 3 mm nederbörd.